# أسفوديل
أسفوديل (بالإنجليزية: Asphodel)‏ الأزهار التي تنمو في العالم السفلي (هاديس). وقد كانت الأزهار المفضلة عند الشعراء الإنجليز والفرنسيين المبكرین هي دافوديل Duffodil، أو النرجس البرى، أو النرجس الكاذب.